# Gary Klesch
Gary Klesch est un homme d’affaires anglo-américain , né en 1947 à Cleveland. Il est le dirigeant fondateur de la société Klesh & Company Limited, groupe financier spécialisé dans la reprise d’entreprises européennes en difficulté et basé à Genève, en Suisse.

## Parcours professionnel

### Éducation
Orphelin de mère, Gary Klesch grandit en Ohio, élevé par son père, boxeur professionnel. Il étudie les Sciences Politiques à l’université jésuite John Caroll.
En 1969, il commence sa carrière en tant que « partenaire » dans la banque d’investissement McDonald & Company, en Ohio.

### Homme d’affaires
En 1975, il est nommé directeur de la régulation des marchés financiers au département du Trésor des États-Unis et contribue à l'élaboration d'un nouveau schéma de régulation financière. Il s’occupe notamment de négocier les prêts et garanties du gouvernement américain envers plusieurs entités en difficulté, dont la société Lockheed ou la ville de New York. Il est également chargé de représenter le comité du "United States Railway Association" et réorganise ainsi plusieurs compagnies ferroviaires en difficulté, dont la plus importante est celle de Penn Central Transportation Company, qui a depuis fait faillite. 
Au milieu des années 1970, il figure parmi les conseillers du trente-huitième Président des États-Unis, le républicain Gerald Ford.
En 1978, Gary Klesch rejoint la direction de la société Smith Barney Harris & Upham International à Paris, en tant que responsable du développement au Moyen-Orient. Deux ans plus tard, il devient Président de la société de bourse Dean Witter Reynolds Overseas Ltd à Londres et dirige les activités à l’international. 
En 1983, Gary Klesch crée sa propre société d’investissement : Quadrex Holdings, composée d'une vingtaine de filiales industrielles et financières et spécialisée dans les transactions financières internationales, notamment dans les euros obligations. Il s’illustre alors dans de nombreux dossiers financiers européens tels que Euro Disney, Eurotunnel ou Heron International. Entre 1983 et 1989, il entreprend plusieurs acquisitions, dont l’offre publique d’achat de RP Martin PLC en 1984, l’un des plus importants agents de change au monde.
Quadrex Holdings est officiellement dissoute en 1999.

### Klesch & Company Limited
En 1990, il forme Klesch & Company Limited, spécialisée dans le marché de négoce des dettes, et plus particulièrement dans l’acquisition d’entreprises en difficulté notamment dans les domaines de l'aluminium, du pétrole-gaz, de la chimie et des activités de stockage et de logistique. 
La société Klesch & Co se situe à Genève, emploie plus de 4 500 personnes dans 15 pays différents. Son chiffre d’affaires dépasse aujourd’hui les 5 milliards de dollars.

## Rachats d’entreprises
Depuis sa création, le groupe financier Klesch & Co a acquis de nombreuses entreprises en difficulté. Parmi elles :
- DAF, constructeur de poids lourds hollandais racheté en 1993
- TC Farries, libraire écossais racheté en 1996
- Knickerbox, chaîne de lingerie britannique racheté en 1998
- Myrys, chausseur français racheté en 1998
- l'aciérie de Delfzijl aux Pays-Bas, rachetée en 2009
- la raffinerie de Heide en Allemagne, rachetée à Shell en 2009

Figurent parmi les rachats plus récents : 
- Kem One : en 2012, estimant que l’industrie des matières premières est soumise à un bel avenir et affirmant que le groupe Klesch & Co bénéficie de l’expertise permettant d’améliorer l’efficacité des process industriels et de faire du commerce avec les commodités[8]. Klesch & Co rachète le pôle d’activité vinylique d’Arkema pour un euro symbolique, renommé depuis "Kem One Sa". Dans la transaction, Arkema prend à son compte les 587 millions d’euros de pertes du pôle et fait bénéficier Gary Klesch d’une trésorerie de 100 millions d’euros pour l’aider à relancer l’activité[9].Kem One fait faillite 18 mois après, non sans avoir épuisé les 100 millions de trésorerie.
- Groupe Leali : le 22 février 2013, le groupe Klesch & Co annonce la conclusion d'un accord pour l'acquisition des actifs principaux du Groupe Leali, un producteur d'acier de premier plan dans le nord de l'Italie. Cette acquisition s’inscrit dans le cadre de l'expansion des activités de métaux du groupe du Klesch & Co[10].

En janvier 2012, Gary Klesch s’est également dit intéressé par la reprise de la raffinerie de Petroplus à Petit-Couronne (Seine-Maritime), placée en redressement judiciaire après le dépôt de bilan de sa maison mère. Il n’a finalement pas donné suite.

## Controverses
Lors du rachat de Myrys, l'investisseur promettait un maintien des emplois et des investissements destinés à relancer l'entreprise, dont 15 millions de francs dans les chaînes de fabrication. Dès le premier mois, le groupe Klesch & Co se séparait d’un tiers des 364 salariés de l’entreprise, et un an plus tard, il licenciait 150 personnes. Il déposait finalement le bilan en 2000 et démantelait l’entreprise sans avoir procédé aux investissements prévus. 
Le cas de l’entreprise Myrys a amorcé la polémique autour du personnage sur sa capacité à tenir ses promesses et en a fait une figure du "capitalisme vautour", expression utilisée par les journaux financiers anglo-américains.
L’issue d’acquisitions récentes fait que sa société est aujourd’hui crainte des syndicats et des élus locaux, comme en témoigne le projet de rachat de l’usine Petroplus ou la reprise du Pôle Vinylique d’Arkema, dont les personnels et les politiques locaux s’étaient mobilisés pour empêcher la reprise par le Groupe Klesch :
- en Allemagne, le rachat en 2010 de la raffinerie Heide (ex-Schell) a abouti à 80 licenciements en novembre 2011 ;
- aux Pays-Bas, la fonderie d’aluminium Zalco, rachetée à Alcan (ex-Pechiney) en 2007 a été mise en faillite en 2011 ;
- l’aciérie de Delfzijl, rachetée en 2009, a quant à elle réduit aussitôt sa production de 40% avec 185 licenciements.

Gary Klesch est également à la tête de plusieurs holdings financières patrimoniales immatriculées à Jersey, Malte ou encore aux Bermudes.